# Vittorio Benelle
Vittorio Benelle (Battaglia, 18 dicembre 1915 – Padova, 4 agosto 2003) è stato un calciatore italiano, di ruolo attaccante.

## Carriera
Con la maglia del Padova gioca in Serie C e Serie B e nel Campionato Alta Italia. Disputa anche una stagione in prestito al Milano, nel campionato 1940-1941. La stagione 1941-42 la gioca a Ferrara con la Spal.